# Hybosciara fragilis
Hybosciara fragilis är en tvåvingeart som beskrevs av Joao Stenghel Morgante 1969. Hybosciara fragilis ingår i släktet Hybosciara och familjen sorgmyggor. Inga underarter finns listade i Catalogue of Life.